# Victoria Treadell
Victoria Marguerite Treadell (Ipoh, 4 de noviembre de 1959) es una diplomática británica. Se desempeña como Alta Comisionada (embajadora) del Reino Unido en Malasia desde octubre de 2014.

## Biografía

### Primeros años
Nació en Ipoh, Perak, en la entonces Federación Malaya, siendo hija de madre cantonesa y padre de ascendencia franco-neerlandesa.

### Carrera
Se unió al Ministerio de Relaciones Exteriores y de la Mancomunidad de Naciones, ocupando cargos en Pakistán, India y Malasia.
Entre 2010 y 2014 se desempeñó como Alta Comisionada del Reino Unido en Nueva Zelanda y Samoa y como Gobernadora de las Islas Pitcairn, siendo la primera mujer en el puesto.
Fue nombrada miembro de la Real Orden Victoriana (MVO) en 1989 y compañera de la Orden de San Miguel y San Jorge (CMG) en 2010.